# Jaan Tõnisson
Jaan Tõnisson, né le 22 décembre 1868 à Tänassilma et mort en 1941 à Tallinn (?), est un homme d'État estonien qui est Premier ministre de deux gouvernements entre 1919 et 1920 et ministre des Affaires étrangères de 1931 à 1932.

## Biographie

### Début de carrière politique
Tõnisson naît dans une famille de fermiers près de Tänassilma aujourd'hui dans la commune de Viiratsi (arrondissement de Viljandi). Après avoir suivi des études secondaires à Tallinn, il suit des cours de droit à l'université de Tartu où il adhère à l'association des étudiants d'Estonie qui jouera un rôle important dans l'essor du mouvement national estonien à la fin du XIXe siècle et au début des années 1900. Il devient président de l'association ce qui lui permet de faire la connaissance du responsable du mouvement national estonien de l'époque Villem Reimann.
En 1893, Tõnisson devient le rédacteur en chef du plus grand quotidien estonien Postimees.
Il joue à la tête de son journal un rôle important dans le mouvement estonien (la renaissance de Tartu) contre la politique de russification menée à l'époque par le pouvoir russe.
En 1896, il achète le journal avec des amis.
Durant la révolution russe de 1905, le tsar concède des droits à ses sujets qui lui permet de fonder le Parti national du progrès (Eesti Rahvameelne Eduerakond), premier parti politique estonien.
Il est le premier élu estonien de la Douma russe de 1905 à 1907.
Il se signale par ses interventions passionnées pour la libéralisation du régime et contre la répression du gouvernement ce qui lui vaut une peine d'emprisonnement de plusieurs mois en 1908.

### Autonomie
Lorsque la révolution russe de 1917 éclate et que l'Empire russe s'effondre, il négocie avec le gouvernement provisoire russe : il obtient un statut d'autonomie pour l'Estonie et commence à former l'embryon d'une armée nationale.
Il est contraint à l'exil par les bolchéviques qui ont pris le pouvoir mais reste actif en organisant les contacts avec les grandes puissances étrangères.
Alors que l'Estonie lutte contre l'Armée rouge pour son indépendance, une assemblée constituante est élue au printemps 1919.
Son parti n'arrive qu'en troisième position mais Tõnisson est nommé premier ministre du nouvel État et le reste jusqu'en juillet 1920.

### Indépendance
Après la signature du traité de Tartu du 2 février 1920, par lequel l'Union soviétique reconnaît l'indépendance de l'Estonie, le parti de Tõnisson est en perte de vitesse.
Mais celui-ci fait toujours partie du parlement et occupe à nouveau le poste de premier ministre de juillet à octobre 1920.
Par la suite, Tõnisson est un des hommes politiques estoniens les plus actifs de l'entre-deux-guerres.
Il reste propriétaire de Postimees jusqu'en 1930 et rédacteur en chef de ce journal jusqu'en 1935.
Il possède à l'époque une importante imprimerie et une librairie à Tartu tout en occupant un poste d'avocat.
Entre 1919 et 1932 il est député du Parti populaire de l'Estonie.
Il occupe successivement les postes de président de l'assemblée législative de 1923 à 1925, ministre des Affaires étrangères en 1931 et 1932.
En 1933, après la mise en place d'un régime autoritaire par Konstantin Päts les partis sont dissous et les droits des citoyens sont restreints.
Le Postimees est interdit de publication.
Tõnisson mène l'opposition au régime et est élu aux premières élections lorsqu'elle sont de nouveau autorisées en 1938.
En 1940, l'Union soviétique envahit l'Estonie qui dans le cadre du découpage négocié avec l'Allemagne nazie est située dans sa sphère d'influence.
Durant l'été 1940, Tõnisson tente d'obtenir la nomination de candidats d'opposition durant les élections truquées organisées par le parti communiste mais il échoue.

### Disparition
Il est arrêté en décembre 1940 par la police politique soviétique, le NKVD.
Pendant son procès, Tõnisson n’exprimera aucun regret et ne donnera aucune information concernant des opposants aux Soviets.
Les circonstances exactes de la disparition de Tõnisson restent inconnues, mais il est probable qu'il ait été exécuté par le NKVD début juillet 1941.
L'emplacement de sa tombe est inconnu.
En 1999, un monument est élevé en son honneur à Tartu en face du bâtiment occupé par le journal Postimees.